# Ed Horton
Pour les articles homonymes, voir Horton.
Ed Horton, né le 17 décembre 1967, à Springfield, en Illinois, est un ancien joueur américain de basket-ball. Il évolue au poste d'ailier fort.

## Palmarès
- McDonald's All-American 1985
- Coupe d'Israël 1991